# سانا لاثان
سانا لاثان (بالإنجليزية: Sanaa Lathan)‏ ممثلة أمريكية من مواليد 19 سبتمبر 1971.

## مواقع خارجية
- سانا لاثان على موقع IMDb (الإنجليزية)
- سانا لاثان على موقع ألو سيني (الفرنسية)
- سانا لاثان على موقع أول موفي (الإنجليزية)
- سانا لاثان على موقع بوكس أوفيس موجو (الإنجليزية)
- سانا لاثان على موقع قاعدة بيانات برودواي على الإنترنت (الإنجليزية)
- سانا لاثان على موقع قاعدة بيانات الأفلام السويدية (السويدية)
- سانا لاثان على موقع إن إن دي بي (الإنجليزية)
- سانا لاثان على موقع قاعدة بيانات الفيلم (الإنجليزية)
- سانا لاثان على موقع كينوبويسك (الروسية)